# ییژی دالر
ییژی دالر (انگلیسی: Jiří Daler؛ زادهٔ ۸ مارس ۱۹۴۰) دوچرخه‌سوار پیست اهل چکسلواکی بود.
وی در مسابقات کشوری و بین‌المللی در مجموع برندهٔ ۱ مدال طلا، ۱ مدال نقره، ۴ مدال برنز شده‌است.